# Casey Alexander
Casey Alexander (Nipomo, 12 septembre 1975) est un scénariste et directeur de storyboard américain qui travaille pour la série télévisée d'animation Bob l'éponge.

## Filmographie

### Scénariste
- 2005-2012 : Bob l'éponge (64 épisodes)

### Directeur du storyboard
- 2007-2012 : Bob l'éponge (51 épisodes)

### Autre
- 2004 : Bob l'éponge, le film (Artiste d'agencement)